# 青苋
青苋（学名：Amaranthus patulus）为苋科苋属下的一个种。

## 原產地
熱帶美洲、印度、日本、中國。

## 扩展阅读
- 維基物種上的相關：青苋